# Nihonbashi

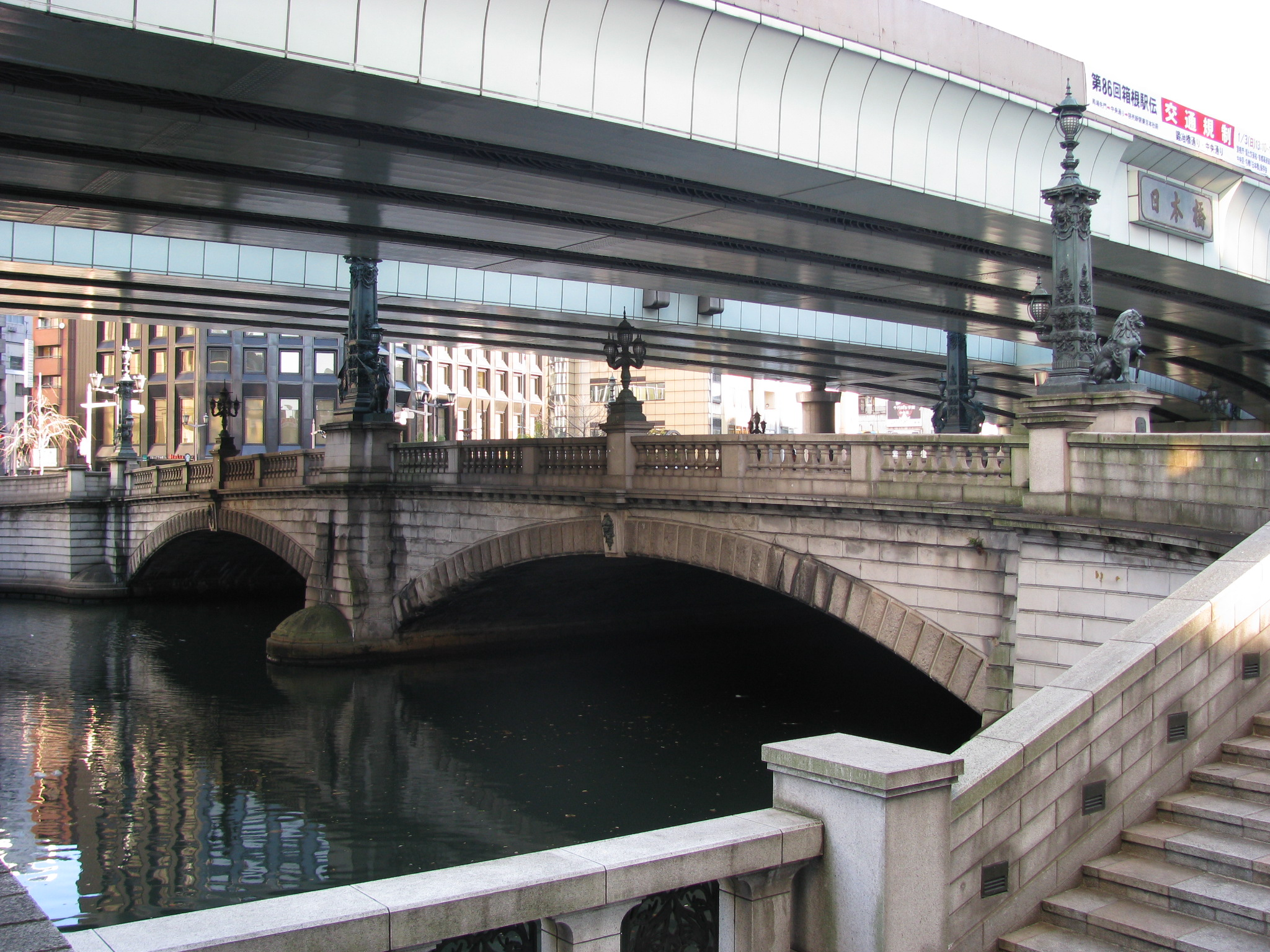
Nihonbashi (Puente de Japón).

Nihonbashi (日本橋, literalmente: puente japonés) es el nombre de un barrio de negocios perteneciente al distrito de Chūō en Tokio (Japón). En este barrio se encuentra un famoso puente que lleva el mismo nombre de uno de los pasos más importantes en la ruta Tōkaidō del Periodo Edo. Era el punto comercial más importante del país ya que fue el punto de partida de las cinco rutas con más actividad de la época.
El puente ha sido destruido por terremotos y guerras en varias ocasiones. En la actualidad el puente de Nihonbashi es atravesado por una autopista elevada. Además es el kilómetro cero de Japón, desde donde se miden las distancias para carreteras y ferrocarriles de todo el país, este punto está marcado por una mojonera de bronce. El primer puente de madera fue completado hacia 1603, y el actual puente data de 1911.

## Historia

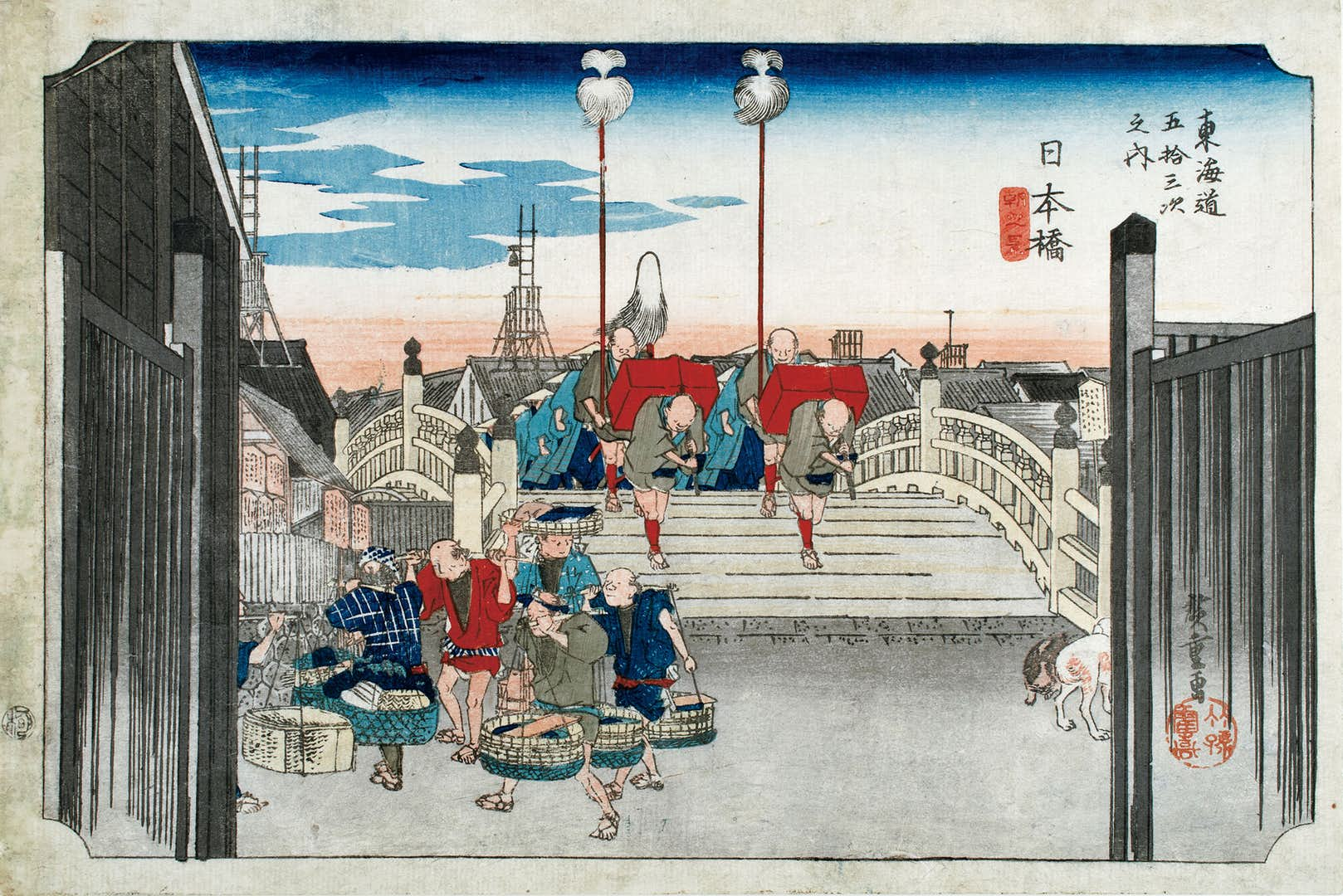
Grabado de Utagawa Hiroshige, perteneciente a la serie Ukiyo-e de Las Cincuenta y Tres Estaciones de Tōkaidō, donde se representa el Nihonbashi en el Periodo Edo.

El distrito Nihonbashi era el mayor centro mercantil durante el Periodo Edo: su desarrollo inicial se debe en gran parte a la Familia Mitsui, que tenía su negocio al por mayor en Nihonbashi y que estableció los primeros grandes almacenes de Japón, Mitsukoshi, allí. El antiguo mercado de pescado del Periodo Edo en Nihonbashi era el precursor del actual Mercado de pescado de Tsukiji. En los últimos años, Nihonbashi emergió como el distrito financiero predominante tanto de Tokio como de Japón. El puente de Nihonbashi primero se hizo famoso durante el siglo XVII, cuando el punto término de la Nakasendō y la Tōkaidō, carreteras que transcurrían entre Edo y Kioto. Por ello, durante este periodo fue conocido como Edobashi, o "Puente Edo". Ya en la Era Meiji el puente de madera fue reemplazado por uno más grande construido en piedra, el cual todavía pervive a día de hoy (actualmente, una réplica del antiguo puente es exhibida en el Museo Edo-Tokio). Así mismo, Nihonbashi es el punto de referencia donde los japoneses miden distancias: las señales de las autopistas que informan de la distancia a Tokio en realidad indican el número de kilómetros respecto a Nihonbashi.
Poco antes de los Juegos Olímpicos de Tokio 1964, se construyó una autopista elevada sobre el puente Nihonbashi, oscureciendo la visión clásica de la Monte Fuji desde el puente. En los últimos años, numerosos ciudadanos de la zona han pedido al gobierno el soterramiento de esta autopista. El plan fue apoyado por el primer ministro Junichiro Koizumi pero contó con la oposición de Shintaro Ishihara, el gobernador de Tokio. De llevarse a cabo, los costes de la nueva construcción se han calculado en un total de 500 millones de yenes.[cita requerida]

## Barrio de negocios
En el barrio de Nihonbashi está la sede central del Banco de Japón (construido en 1896), la Bolsa de Tokio, y la primera tienda del comerciante de kimonos "Mistsukoshi", fundada en 1873.